# Mickelia hemiotis
Mickelia hemiotis là một loài dương xỉ trong họ Dryopteridaceae. Loài này được Maxon ex R.C. Moran, Labiak & Sundue mô tả khoa học đầu tiên năm 2010.